# Boris Giltburg
Boris Leonidovich Giltburg (in ebraico בוריס גילטבורג‎?; Mosca, 21 giugno 1984) è un pianista classico israeliano, nato in Russia.

## Biografia
Boris Giltburg è nato in una famiglia ebrea a Mosca, in Russia ed ha iniziato a studiare pianoforte con sua madre all'età di cinque anni. Dopo essere emigrato in Israele ha studiato con Arie Vardi tra il 1995 e il 2007.

## Carriera musicale
Giltburg ha vinto il 2º premio (il massimo premio assegnato) del 2002 alla Paloma O'Shea Santander International Piano Competition in Spagna, dove eseguì il Terzo Concerto per pianoforte di Bartók con la London Symphony Orchestra. Da allora Giltburg si è esibito con: Philharmonia Orchestra, Royal Liverpool Philharmonic, Bournemouth Symphony, City of Birmingham Symphony Orchestra, Frankfurt Radio Symphony Orchestra e la Israel Philharmonic con direttori del calibro di Philippe Entremont, Christoph von Dohnányi, Mikhail Pletnev e Marin Alsop.
Nel 2011 ha vinto il 2º posto all'Arthur Rubinstein International Piano Master Competition.
Il 2 giugno 2013 ha vinto il Concorso Regina Elisabetta mondiale a Bruxelles.